# Melanargia epanops
Melanargia epanops är en fjärilsart som beskrevs av Hans Rebel 1917. Melanargia epanops ingår i släktet Melanargia och familjen praktfjärilar. Inga underarter finns listade i Catalogue of Life.